# Entomobryidae

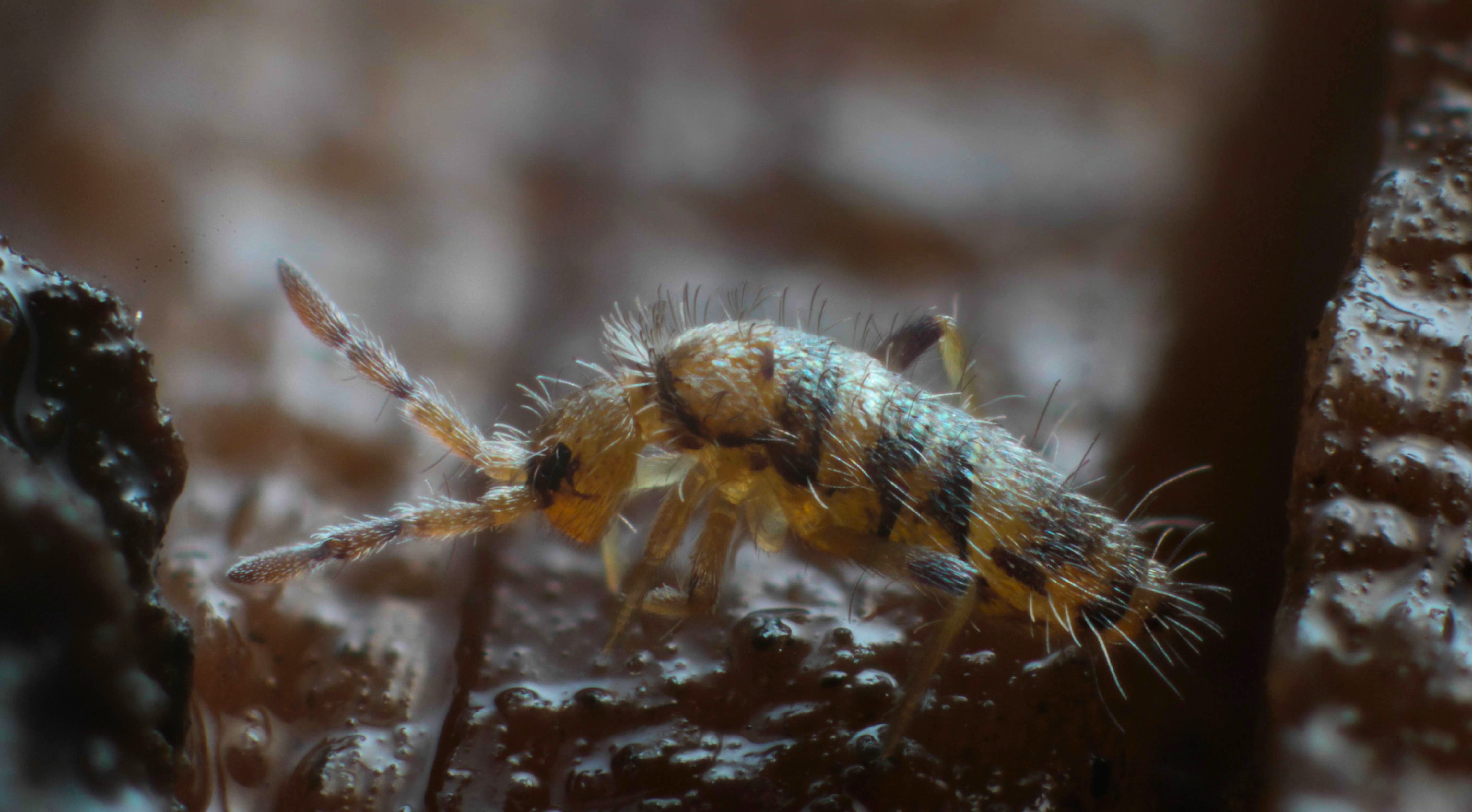
Willowsia platani

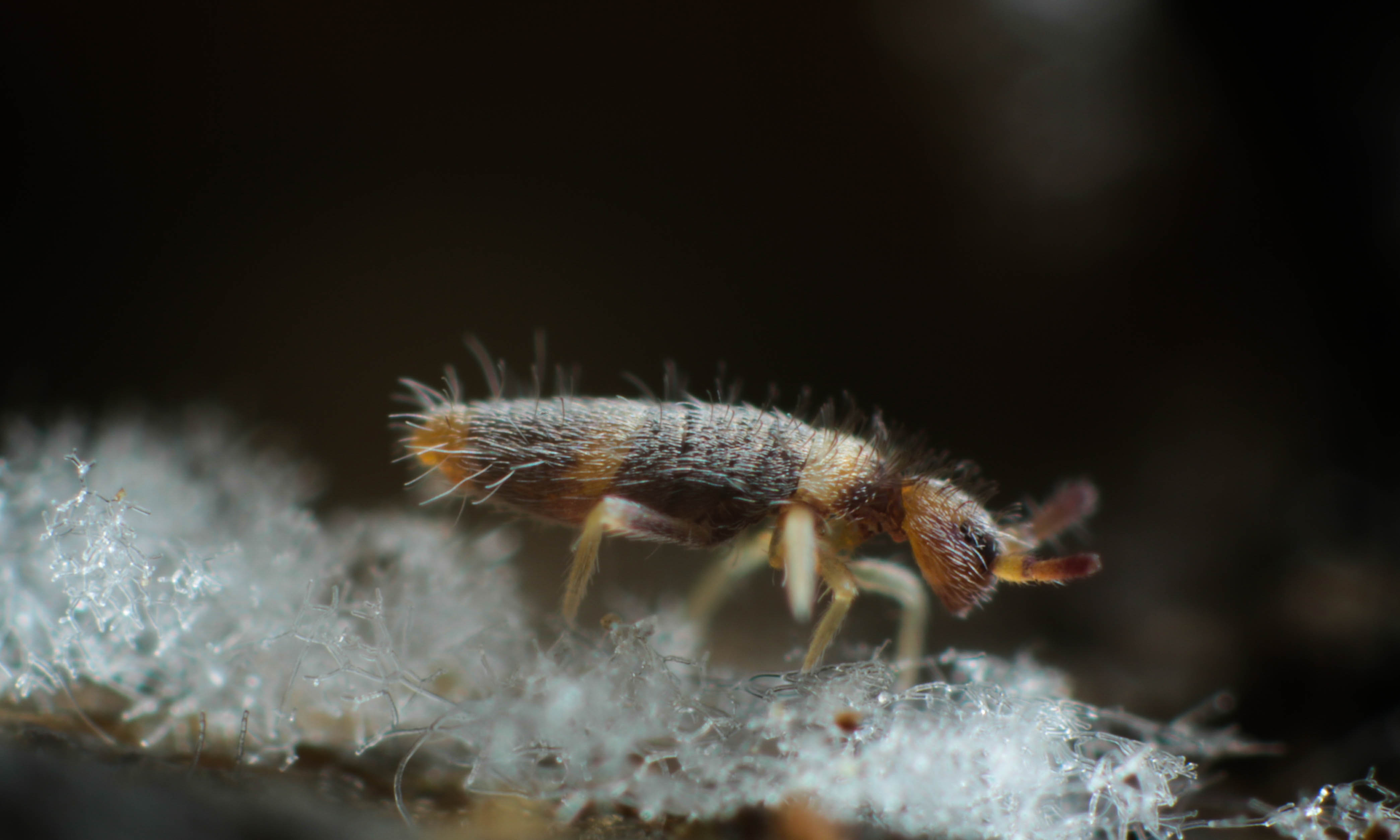
Entomobrya albocincta

Entomobryidae es una familia de Collembola del orden Entomobryomorpha. Sus miembros se caracterizan por tener el cuarto segmento abdominal alargado, y una fúrcula bien desarrollada. Las especies de esta familia pueden tener numerosas escamas y colores muy notorios.  Las especies sin escamas de Entomobryidae por lo general son capturadas en trampas de fosa por todo el globo terrestre, y también como parte de la fauna de las copas de los árboles (por ejemplo Entomobrya nivalis, es muy común en toda Europa y en casi todo el hemisferio norte). Existen más de 700 especies descriptas en Entomobryidae.

## Géneros
Estos 38 géneros se encuentran en la familia Entomobryidae:
- Acanthurella Börner, 1906 g
- Acrocyrtus Yosii, 1959 g
- Amazhomidia g
- Americabrya Mari Mutt & Palacios-vargas, 1987 b
- Aphysa Handschin, 1925 g
- Ascocyrtus Yosii, 1963 g
- Australotomurus Stach, 1947 g
- Bessoniella Deharveng & Thibaud, 1989 g
- Calx b
- Coecobrya Yosii, 1956 c g b
- Corynothrix Tullberg, 1876 i c g
- Dicranocentrus Schött, 1893 g
- Drepanura Schoett, 1891 c g b
- Entomobrya Rondani, 1861 i c g b
- Entomobryoides Maynard, 1951 g b
- Epimetrura Schött, 1925 g
- Haloentomobrya Stach, 1963 g
- Hawinella Bellinger & Christiansen, 1974 i c g
- Heteromurus Wankel, 1860 i c g b
- Homidia Börner, 1906 g b
- Janetschekbrya Yosii, 1971 i c g
- Lepidobrya c g
- Lepidocyrtoides Schött, 1917 g
- Lepidocyrtus Bourlet, 1839 i c g b
- Lepidosira c g
- Mesentotoma b
- Orchesella Templeton, 1758 i c g b
- Orchesellides Bonet, 1930 i c g
- Permobrya Riek, 1976 g
- Pseudosinella Schaeffer, 1897 i c g b
- Rhynchocyrtus de Mendoça & Fernandes, 2007 g
- Seira Lubbock, 1869 i c g b
- Sinella Brook, 1882 i c g b
- Sinelloides Bonet, 1942 g
- Sinhomidia Zhang, 2009 g
- Tyrannoseira Bellini & Zeppelini, 2011 g
- Verhoeffiella Absolon, 1900 i g
- Willowsia Shoebotham, 1917 i c g b

Fuentes de información: i = ITIS, c = Catalogue of Life, g = GBIF, b = Bugguide.net